# Elmore (azienda)
La Elmore è stata una casa automobilistica statunitense attiva dal 1893 al 1912 a Clyde, nell'Ohio.

## Storia

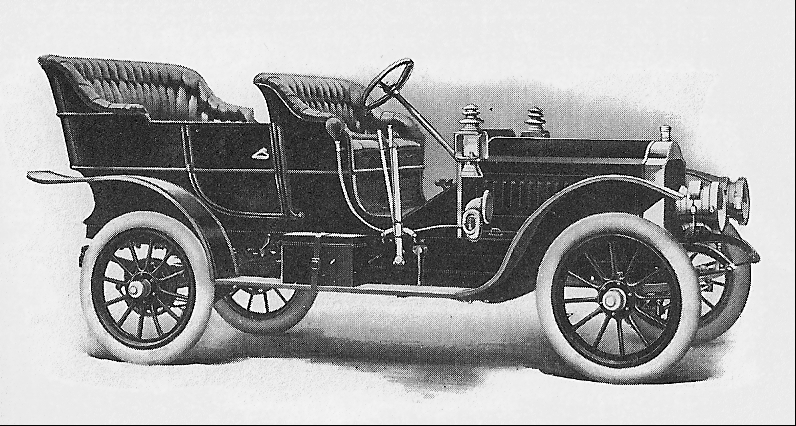
Una Elmore Model 40 del 1908

La Elmore venne fondata da Harmon Von Vechten Becker e da due dei suoi figli, James e Burton. La compagnia prese il nome dal luogo in cui fu fondata, Elmore, nell'Ohio. All'inizio la Elmore produceva biciclette. Dal 1901 iniziò a assemblare automobili. I primi modelli realizzati erano dotati di motore a due tempi a uno, due o tre cilindri.
Il primo modello realizzato dalla Elmore, la Runabout, era dotato di un motore monocilindrico da 3,5 CV di potenza. Era in grado di trasportare fino a due passeggeri e fu in produzione dal 1901 al 1902. Nello stesso periodo fu prodotta anche la Trap, che era invece dotata di un motore da 6 CV.
A questi due modelli successero tre vetture. La Model 6 era la più piccola della gamma ed era in vendita a 650 dollari. Questa vettura aveva un cambio a due rapporti, aveva montato un motore monocilindrico che erogava 6,5 CV ed era in grado di trasportare quattro passeggeri. Sopra la Model 6 venne collocata la Model 7, che era invece in grado di trasportare fino a due passeggeri. La Model 7, che era dotata di un motore a due cilindri che erogava 8 CV, era in vendita a 800 dollari e aveva installato un cambio a tre rapporti. Al top della gamma c'era la Model 8, che aveva installato un motore bicilindrico da 12 CV. Il cambio era a tre rapporti ed era in vendita a 1.400 dollari.
Nel 1909 la Elmore fu acquistata dalla General Motors. Dall'anno citato, la Elmore diventò una divisione del gruppo capitanato da William C. Durant. Nel 1912 il marchio Elmore fu soppresso per fornire stabilità finanziaria alla General Motors.

## Modelli prodotti
| Modello  | Anni      | Motore                    | Potenza           | Passo    | Carrozzeria                                           |
| -------- | --------- | ------------------------- | ----------------- | -------- | ----------------------------------------------------- |
| Runabout | 1901-1902 | Motore monocilindrico     | 3,5 CV (2,6 kW)   | 1.575 mm | Runabout 2 posti                                      |
| Trap     | 1901-1902 | Motore monocilindrico     | 6 CV (4,4 kW)     | 1.575 mm |                                                       |
| 6        | 1903      | Motore monocilindrico     | 6,5 CV (4,8 kW)   | 1.575 mm | Runabout 4 posti                                      |
| 7        | 1903      | Due cilindri in linea     | 8 CV (5,9 kW)     | 1.575 mm | Runabout 2 posti                                      |
| 8        | 1903      | Due cilindri in linea     | 12 CV (8,8 kW)    | 1.575 mm | Tonneau 5 posti                                       |
| 9        | 1904      | Motore monocilindrico     | 10 CV (7,4 kW)    | 1.981 mm | Runabout 2 posti, tonneau 4 posti, furgonetta 2 posti |
| 10       | 1905      | Motore monocilindrico     | 10 CV (7,4 kW)    | 1.981 mm | Tonneau 4 posti                                       |
| 11       | 1905      | Due cilindri in linea     | 16 CV (11,8 kW)   | 2.108 mm | Tonneau, cabriolet                                    |
| 14       | 1906      | Tre cilindri in linea     | 24 CV (17,6 kW)   | 2.337 mm | Torpedo 5 posti                                       |
| 15       | 1906      | Quattro cilindri in linea | 35 CV (26 kW)     | 2.642 mm | Torpedo 5 posti                                       |
| 16 / 17  | 1907      | Tre cilindri in linea     | 24 CV (17,6 kW)   | 2.642 mm | Runabout 2 posti, torpedo 5 posti                     |
| 18       | 1907      | Quattro cilindri in linea | 35 CV (26 kW)     | 2.794 mm | Torpedo 5 posti                                       |
| 30       | 1908      | Tre cilindri in linea     | 24 CV (17,6 kW)   | 2.591 mm | Roadster, torpedo 5 posti                             |
| 40       | 1908      | Quattro cilindri in linea | 35 CV (26 kW)     | 2.769 mm | Torpedo 5 posti                                       |
| 33       | 1909      | Tre cilindri in linea     | 24 CV (17,6 kW)   | 2.642 mm | Roadster 4 iosti, torpedo 5 posti, landaulet 5 posti  |
| 44       | 1909      | Quattro cilindri in linea | 35 CV (26 kW)     | 2.794 mm | Torpedo 5 posti                                       |
| 36       | 1910      | Quattro cilindri in linea | 36 CV (26,5 kW)   | 2.794 mm | Torpedo 5 posti, tonneau                              |
| 46       | 1910      | Quattro cilindri in linea | 46 CV (34 kW)     | 3.048 mm | Torpedo 7 posti                                       |
| 25       | 1911      | Quattro cilindri in linea | 25 CV (18,4 kW)   | 2.756 mm | Roadster 4 posti, torpedo 5 posti                     |
| 36-B     | 1911      | Quattro cilindri in linea | 50 CV (37 kW)     | 2.896 mm | Torpedo 7 posti                                       |
| 46-B     | 1911      | Quattro cilindri in linea | 70 CV (51 kW)     | 3.239 mm | Torpedo 7 posti                                       |
| 26 / 27  | 1912      | Quattro cilindri in linea | 25,6 CV (18,8 kW) | 2.756 mm | Roadster 4 posti, torpedo 5 posti                     |
| 37 / 38  | 1912      | Quattro cilindri in linea | 32,4 CV (23,8 kW) | 2.896 mm | Tonneau, torpedo 5 posti                              |